# Cicli Casati
Cicli Casati è un'azienda italiana con sede a Monza, che produce biciclette da corsa, mountain bike e biciclette da velodromo. L'azienda, fondata nel 1920 dal ciclista italiano Pietro Casati, è gestita da Gianni Casati e i suoi figli Massimo e Luca.
Casati è stato a lungo fornitore di bici per gare di corsa su strada a livello amatoriale.
Gianni Bugno ha corso su cicli Casati per diversi anni, una delle biciclette Casati usate da Bugno si trova nel Museo del ciclismo "Madonna del Ghisallo" di Magreglio.